# Classe ATC V07
La classe ATC V07, dénommée « Tous les autres produits non-thérapeutiques », est un sous-groupe thérapeutique de la classification anatomique, thérapeutique et chimique, développée par l'OMS pour classer les médicaments et autres produits médicaux. La classe ATC vétérinaire correspondante dans la classification ATCvet est QV07. Le sous-groupe présenté ici est celui établi par l'OMS, et peut donc différer des versions dérivées utilisées dans certains pays. Il fait partie du groupe anatomique V de la classification, intitulé « Divers ».

## V07A Tous autres produits non thérapeutiques

### V07AA Plâtres
Vide.

### V07AB Solvants et diluants, solutions d'irrigation incluses
Vide.

### V07AC Produits auxiliaires pour transfusion sanguine
Vide.

### V07AD Produits auxiliaires pour tests sanguins
Vide.

### V07AN Équipement pour incontinence
Vide.

### V07AR Test de sensibilité, disques et comprimés
Vide.

### V07AS Matériels de stomies
Vide.

### V07AT Cosmétiques
Vide.

### V07AV Désinfectants techniques
Vide.

### V07AX Agents de nettoyage,etc.
Vide.

### V07AY Autres produits auxiliaires non thérapeutiques
Vide.

### V07AZ Produits chimiques et réactifs pour analyse
Vide.